# Mossenberg-Wöhren

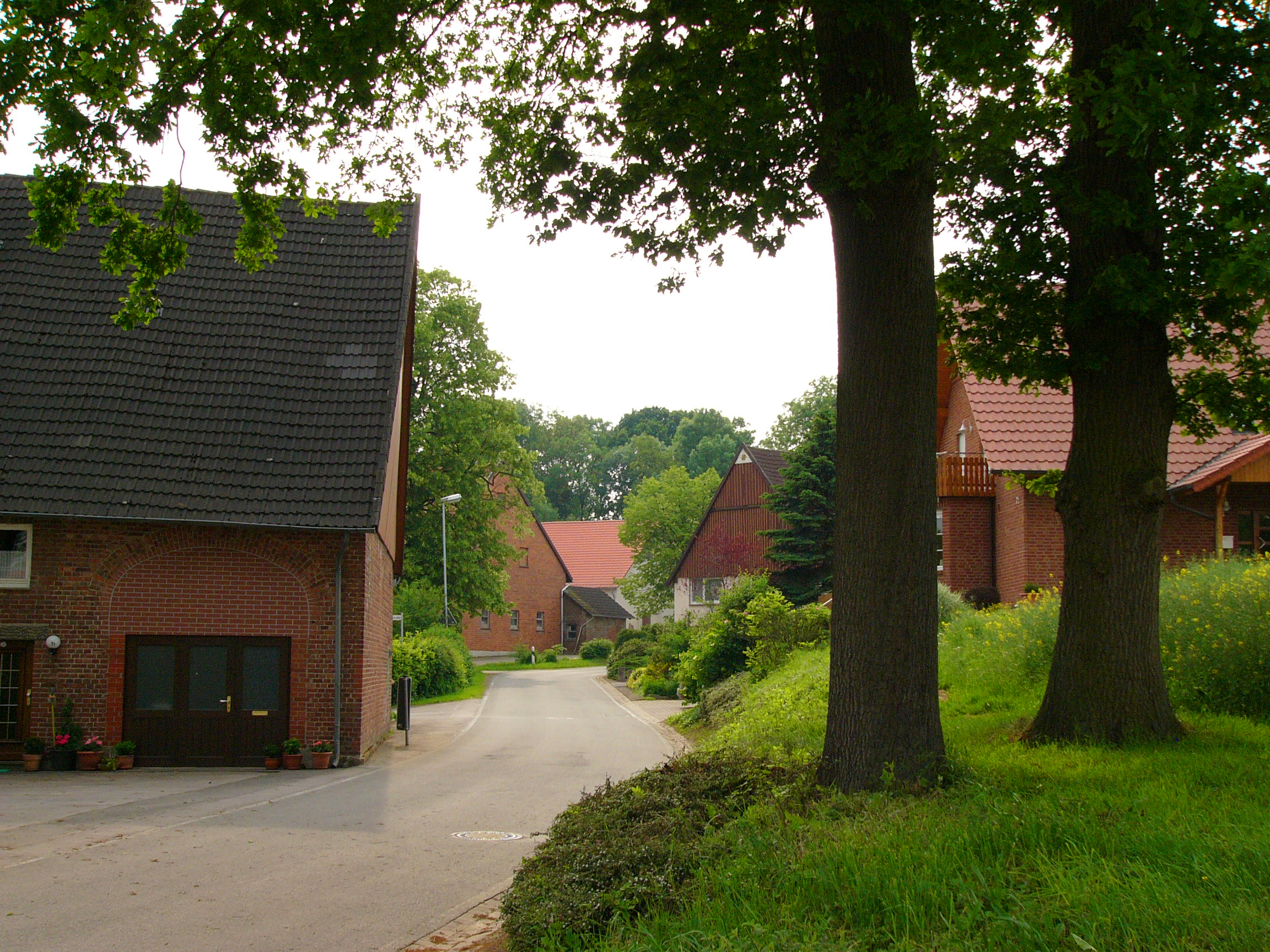
Dorfstraße in Mossenberg

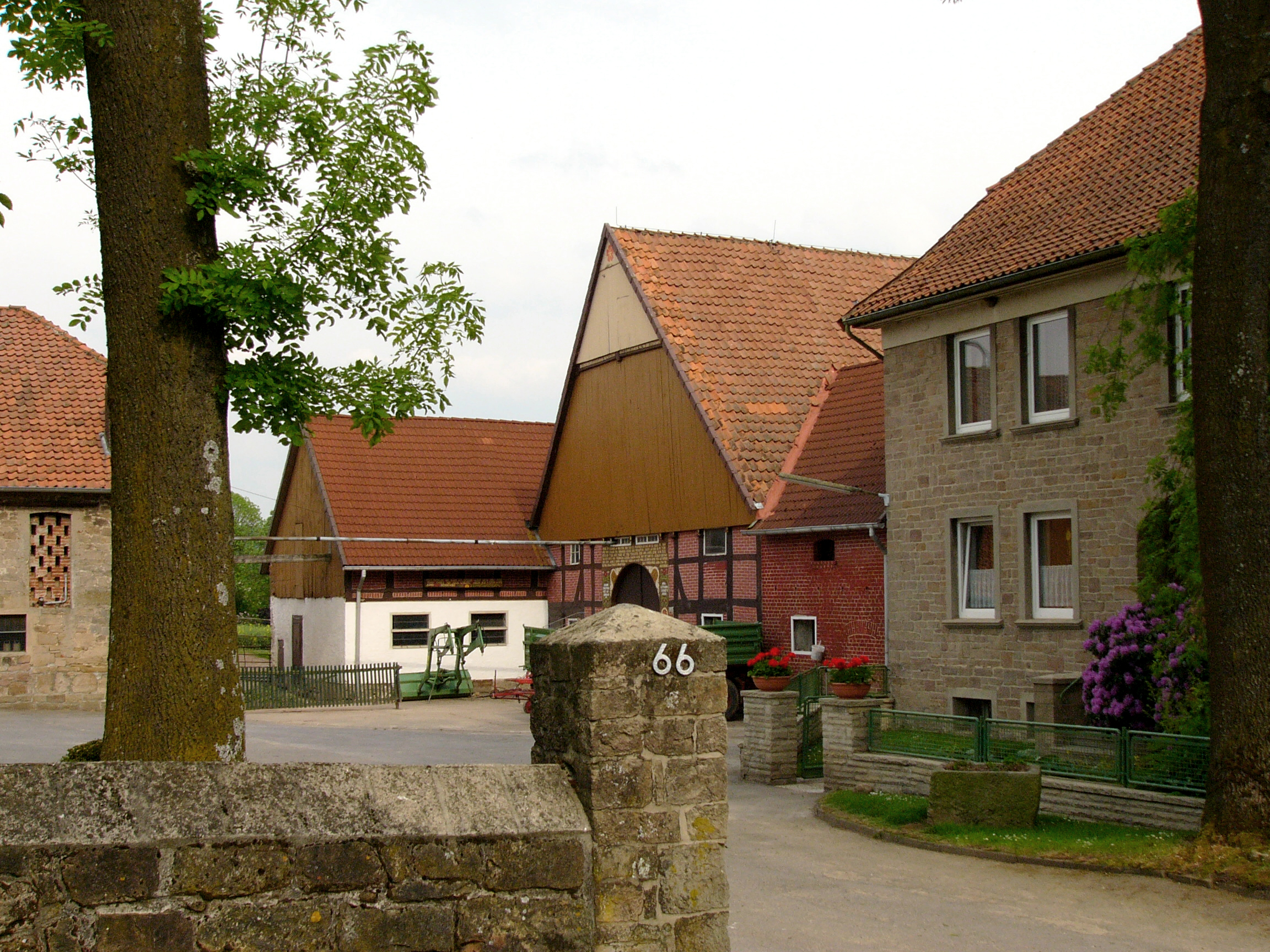
Hof in Mossenberg

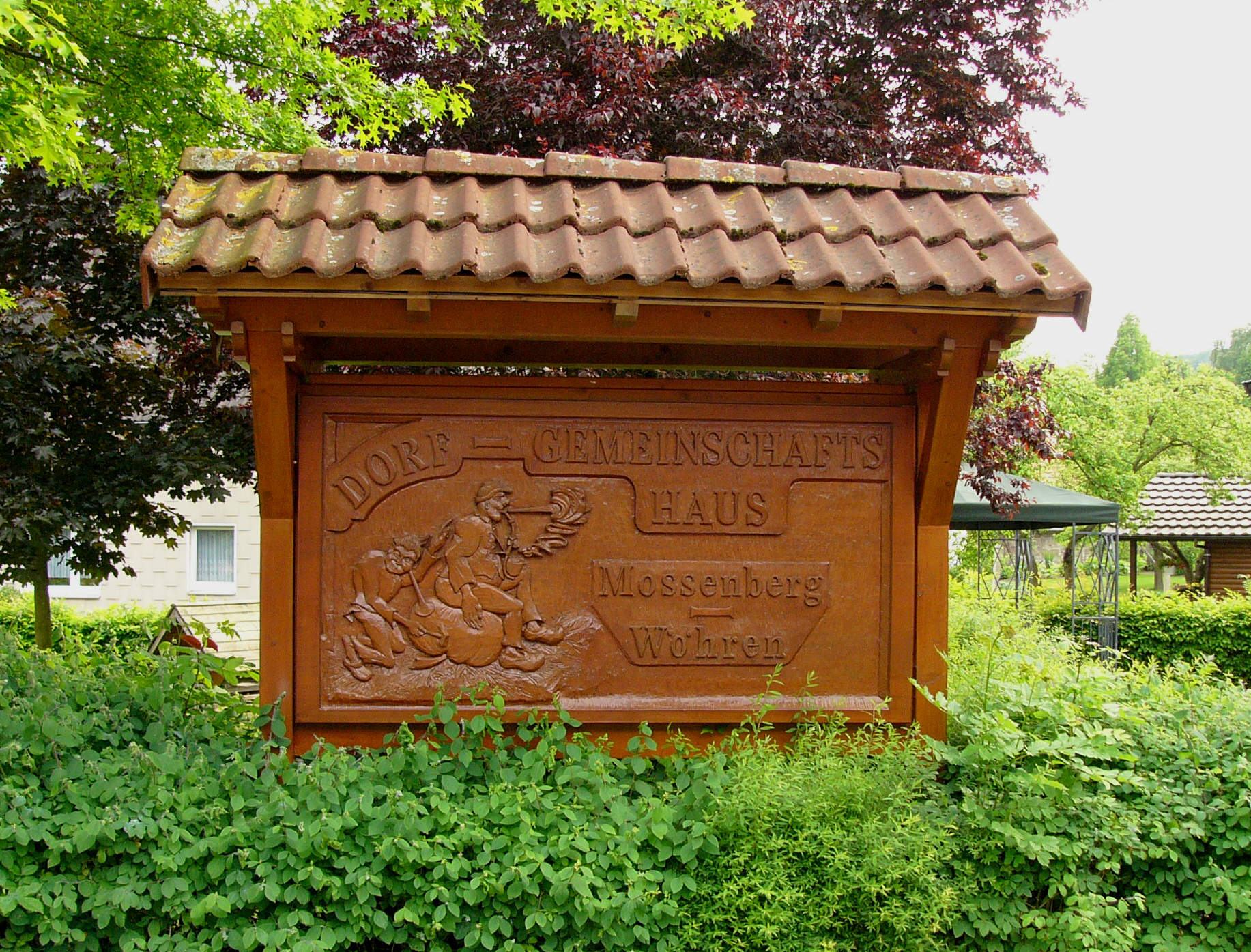
Tafel am Dorfgemeinschaftshaus in Mossenberg

Mossenberg-Wöhren gehört seit 1970 zu den 19 Ortschaften der Stadt Blomberg im Kreis Lippe in Nordrhein-Westfalen. Die Ortschaft liegt etwa fünf Kilometer nordwestlich des Blomberger Stadtzentrums. In Mossenberg-Wöhren gibt es auf 3,44 km² Fläche 229 Einwohner, das entspricht einer Bevölkerungsdichte von 67 Einwohnern/km². Der derzeitige Ortsvorsteher ist Wilhelm Schnittcher (Stand: 18. Dezember 2008).

## Geschichte
Mossenberg hieß um 1488 tom Ossenberg, in dieser Zeit wohnten dort 117 Personen in 17 Kolonaten. In einer Urkunde aus dem Jahr 1361 wird Wöhren mit von Worde bezeichnet, das eingehegtes Land bedeutet. Die Wöhrener Kapelle wurde 1600 erstmals urkundlich erwähnt. Die dortige Glocke stammt aus dem Jahre 1680, und ihr Klang ist noch heute über den beiden Dörfern zu hören; die Turmuhr wurde allerdings erst 1932 eingebaut.
Mossenberg wird auch als lippisches Schilda bezeichnet, denn um diesen Ort ranken sich viele Geschichten und Anekdoten. Einmal sollen die Mossenberger den Wöhrener Kirchturm auf Erbsen in ihr Dorf gerollt haben. Diese und andere Geschichten sind sogar in den Schullesebüchern der Region veröffentlicht worden.
Am 1. Januar 1970 wurde Mossenberg-Wöhren durch das Gesetz zur Neugliederung des Kreises Detmold in die Stadt Blomberg eingemeindet.

## Infrastruktur
In Wöhren gibt es noch drei, in Mossenberg einen landwirtschaftlichen Vollerwerbsbetrieb. 1994 wurde in Mossenberg ein Dorfgemeinschaftshaus eingeweiht. Zu den Vereinen im Ortsteil zählt der Heimatverein Mossenberg-Wöhren mit einer Plattdeutschen Gruppe, einer Mal- und einer Seniorengruppe.

## Persönlichkeiten
In Mossenberg wurde am 7. April 1944 der spätere deutsche Bundeskanzler (1998–2005) Gerhard Schröder geboren.